# 전겸익

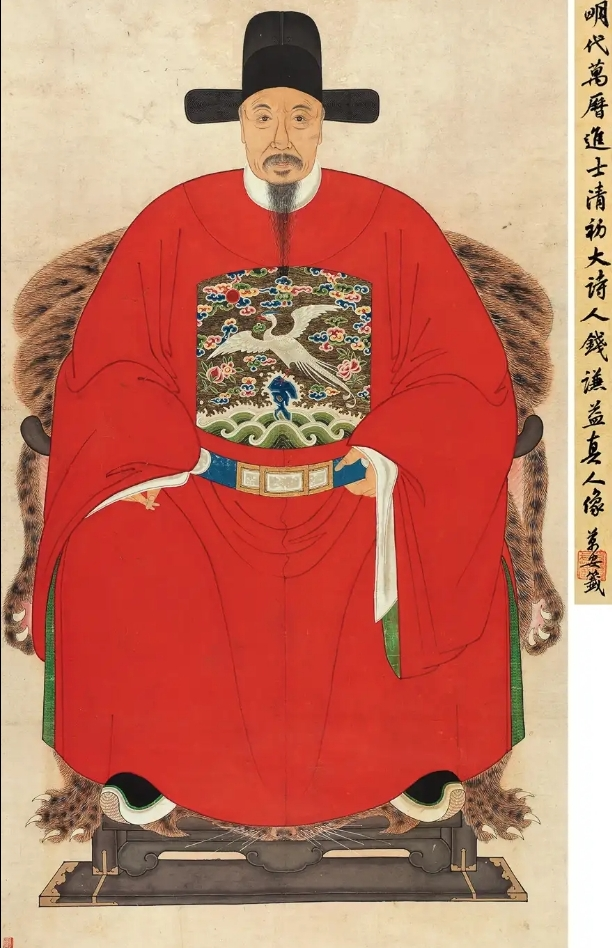

전겸익(錢謙益, 1582년 10월 22일 ~ 1664년 6월 17일)은 중국 명말 청초의 시인이다. 자는 수지(受之), 호는 목재(牧齋).
장쑤(江蘇) 상숙(常熟) 사람. 만력 38년(1610)의 진사. 명의 멸망기에 복왕(福王)을 옹립하여 예부상서(禮部尙書)가 되었으며, 난징 함락 후, 재빨리 청조에 항복하여 지조(志操)를 더렵혔다. 두 왕조를 섬긴 그의 변절과 사행(私行)은 비난을 받으나 만년의 시문에는 청조의 기휘(忌諱)를 건드리는 말이 많아 건륭제(乾隆帝) 때 일체의 저서가 파기되었다. 그러나 명말에 이미 동림당(東林黨)의 명사로서 명성을 떨쳤고, 명말 청초의 수십 년간에 걸쳐 문단을 주재하여 그의 위망(威望)은 절대적이었으며, 전대의 고문사파와 경릉파를 무학(無學)이라고 단정하고 이를 철저히 비난하여 그 흐름을 단절시키고 청대의 새로운 시풍을 개척했다.
시에는 '본(本＝내용)'이 있어야 한다는 그의 주장으로 공안파의 성령설을 계승하면서 다시 시에는 학문의 근저(根底)가 있어야 한다는 주장인 것 같다. 그의 시는 송에 기울어져서 당에 근접한 오위업(吳偉業, 1609-1671)과 나란히 청초의 2대가로 불린다. <목재초학집(牧齋初學集)> 110권, <유학집(有學集)> 50권이 있다.